# Johan Herman Cabott
Johan Herman Cabott (7. august 1756 i København – 5. december 1814 sammesteds) var en dansk maler.
Cabott var næstældste barn af juveler og stadskaptajn Poul Cabott (1721 – 1796) og Anna Marie født Kruse (født 1780). Faren nedstammede fra en reformert slægt, der havde bosat sig i København i slutningen af det 17. århundrede. Cabott besøgte Kunstakademiet og vandt 1781 den lille guldmedalje, den store opnåede han aldrig. Cabott var ven med Nicolai Abildgaard og rejsefælle med Asmus Jacob Carstens og arkitekt Friedrich Weinbrenner på vejen til Italien i 1791. I Rom var han knyttet til den danske og tyske kreds omkring Friederike Brun og hendes bror Friedrich Münter. I Rom arbejdede han flittig og gjorde navnlig adskillige respektable kopier efter Rafael, som Skolen i Athen (på udstillingen 1794), ligesom han også i 1795 lod stikke og udgav en del tegninger, han på Georg Zoëgas opfordring havde udført efter skulpturprydelserne i en året før opdaget antik grav. I 1791 var han bleven agreèret ved Akademiet i København, men opnåede aldrig at blive medlem af det, da han 1797, efter at have taget stadigt ophold i Danmark, for at leve måtte modtage den ledige lærerplads ved Akademiets ene frihåndsskole, og en sådan plads var den gang uforenelig med medlemsværdigheden. Fra en lovende historiemaler, der allerede havde ydet adskilligt godt, reduceredes således Cabott til en ganske ordinær tegnelærer; dog drev han jævnsides lidt dekorationsmaleri og fik 1799 titel af hofdekoratør. Han havde i Italien ægtet (1796) Maria Gertrude komtesse Pericoli og bragte foruden sin hustru også sin svigermoder med til København. Der slog sig børn til, Cabotts kår begyndte at blive meget ublide, og just som han havde opnået at få fribolig på Akademiet og således kunne håbe på lettelse i den hårde kamp for det daglige brød, døde han 5. december 1814. Det lykkedes imidlertid at vække interesse i de højeste kredse for hans efterladte, og det overdroges enken at vejlede forskellige medlemmer af den kongelige familie i det italienske sprog. Hun døde, 73 år gammel, 20. november 1851.

## Ekstern henvisning
- Johan Herman Cabott på Kunstindeks Danmark/Weilbachs Kunstnerleksikon